# Manière de montrer les jardins de Versailles

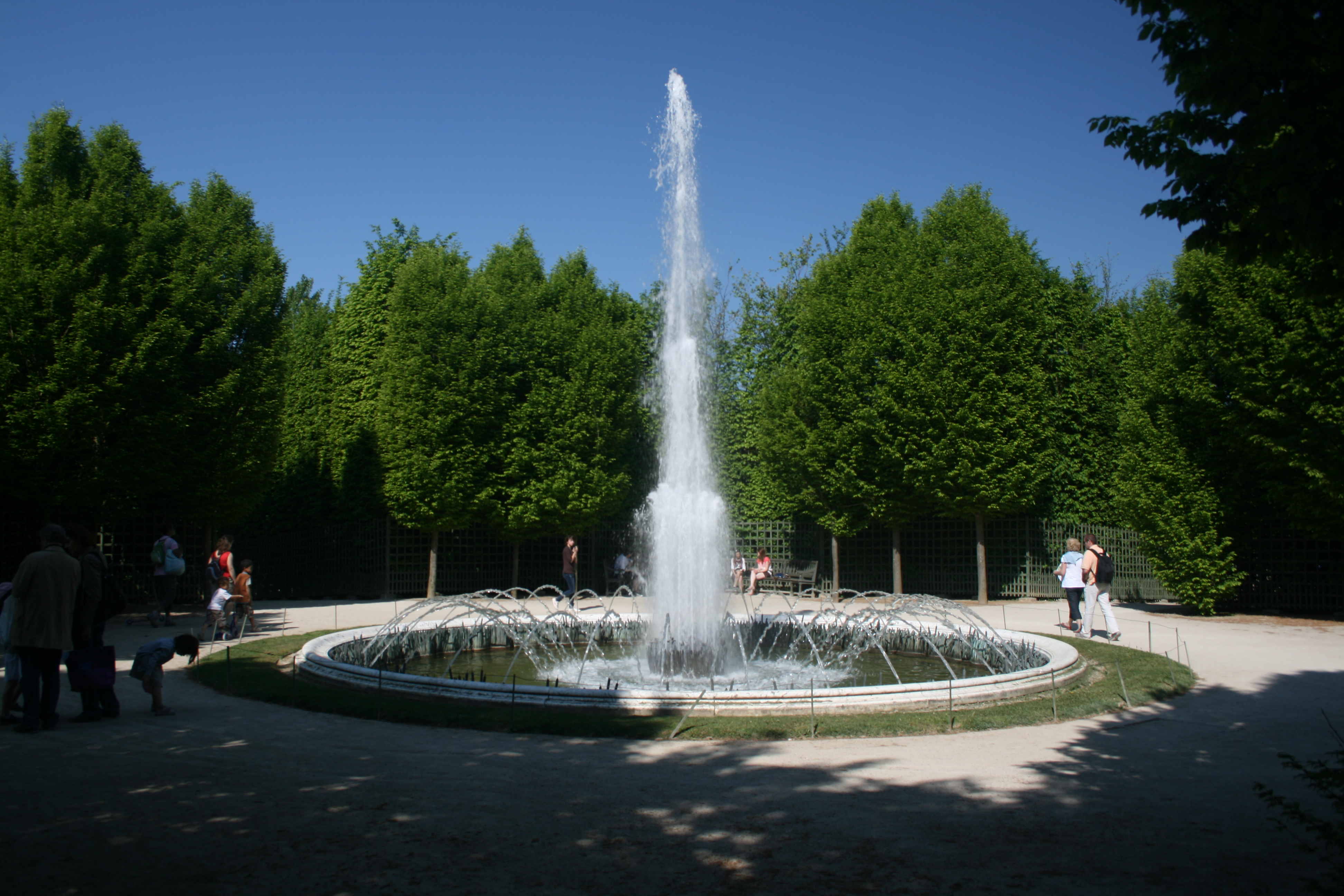
Le bosquet de la Girandole, ouvert au public.

Manière de montrer les jardins de Versailles est un texte écrit par Louis XIV, indiquant l'itinéraire à suivre pour visiter les jardins du château de Versailles et en découvrir la mythologie. Il en a été écrit six versions de 1689 à 1705 dont certaines sont de la main même du roi.